# Mesapamea semiconfluens
Mesapamea semiconfluens là một loài bướm đêm trong họ Noctuidae.